# رودنايا
رودنايا (بالروسية: Рудня) هي إحدى مدن روسيا في الكيان الفدرالي الروسي سمولينسك أوبلاست.